# Диренийуран
Дирѐнийура́н — бинарное неорганическое соединение, интерметаллид
рения и урана
с формулой Re2U,
кристаллы.

## Получение
- Сплавление стехиометрических количеств чистых веществ в инертной атмосфере:

{\displaystyle {\mathsf {2Re+U\ {\xrightarrow {2200^{o}C}}\ Re_{2}U}}}

## Физические свойства
Диренийуран образует кристаллы нескольких модификаций:
- α-Re2U, ромбической сингонии, пространственная группа C mca, параметры ячейки a = 0,5600 нм, b = 0,9178 нм, c = 0,8463 нм, Z = 8, существует при температуре ниже 180 °C[2];
- β-Re2U, гексагональной сингонии, пространственная группа P 63/mmc, параметры ячейки a = 0,5433 нм, c = 0,8556 нм, Z = 4, структура типа дицинкмагния MgZn2 (фаза Лавеса), существует при температуре выше 180 °C[3][4][5][6].

Соединение конгруэнтно плавится при температуре 2200 °C (2226 °C).